# Soulèvement du curé Matalas en Soule
Le soulèvement du curé Matalas est une rébellion populaire qui embrase la Soule en 1661 sous le règne de Louis XIV.

## Biographie de Matalas
Bernard Goyheneche, Bernard de Goyheneche ou Beñat Goihenetxe, dit Matalas nait à Moncayolle dans la province française de la Soule. On ne connait pas avec précision sa date de naissance. Il meurt à Mauléon-Licharre le 8 novembre 1661.
Il effectue des études sacerdotales à Bordeaux et devient curé de sa localité d'origine.

## Causes du soulèvement
En France, les XVe et XVIe siècles avaient vu l'établissement du monopole fiscal au profit du roi, monopole qui se renforça au XVIIe siècle, l'État et le pouvoir royal se confondant. Colbert, contrôleur général des finances, devient l'homme-clé d'un royaume où le roi est le seul à pouvoir décider du montant des impôts et de leur destination.
Les provinces du Pays basque français (Labourd, Basse-Navarre et Soule) sont exemptées de la plupart de ces impôts (tels que la taille) du fait de leur statut de pays d'États, mais la pression fiscale centrale s'intensifie.
En 1639, Louis XIII prend possession des terres indivises de Soule, Jean de Peyré, comte de Tréville, se porte acquéreur du domaine royal lors des enchères réalisées à Bordeaux le 28 mai 1641. L'assemblée provinciale qui élit le syndic général et a autorité sur la gestion des biens communaux, tente de racheter ce domaine. Mais le gouverneur Armand de Belzunce décède en 1641 et Arnaud de Maytie, évêque d'Oloron, organise l'emprunt de 60 000 livres auprès de nobles béarnais. Le rachat échoue et l'emprunt n'est pa liquidé. En 1659, les héritiers des créanciers réclament le remboursement du capital et obtiennent auprès du parlement de Bordeaux le droit de collecte directe de l'argent. La Cour des Aides conteste cette décision.  
C'est le détonateur de la révolte populaire, qui débute en juin 1661, en réaction au colbertisme et aux appétits nobiliaires.

## Soulèvement armé
La révolte est menée par Bernard de Goyheneche, dit Matalas, curé de Moncayolle d'où il est originaire.
À la tête de 7 000 hommes (estimation du chevalier de Béla), Matalas met sur pied, dès septembre 1661, un contre-gouvernement qui a autorité pour lever des taxes et prendre des mesures judiciaires et économiques.
Malgré une tentative de négociation avec l'administration royale (envoi d'un représentant plénipotentiaire auprès du roi), l'affrontement armé devient inévitable.
Il débute par une victoire des Souletins, aux cris de Herria ! Herria ! (le Peuple ! le Peuple !) à Undurein. Mais, le 12 octobre 1661, les insurgés sont écrasés à Chéraute par la noblesse souletine et les troupes de Bordeaux dirigées, par le capitaine mercenaire Calvo, et Matalas doit prendre la fuite.
Durant la révolte, les rebelles brûlent plusieurs maisons de Chéraute. Ils avaient précédemment assiégé la ville de Mauléon et son château.

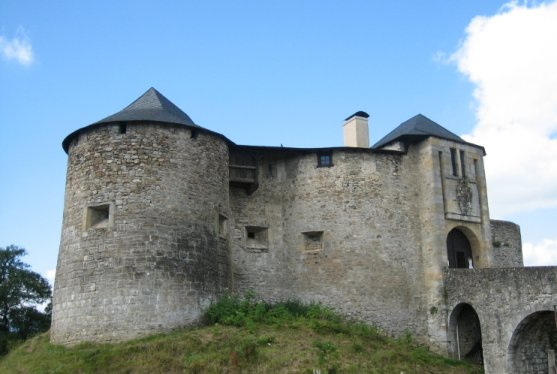
Château de Mauléon.

## Exécution et décapitation de Matalas
Matalas est arrêté le 13 octobre 1661 près d'Ordiarp, dans la tour de Jentañe.
Transporté au château de Mauléon, il est condamné à mort par arrêt du Parlement de Bordeaux, avec huit autres insurgés, et exécuté le 8 novembre de la même année, décapité sur la place centrale de Licharre. Sa tête est accrochée à l'un des canons du château, puis déplacée à l'entrée de la ville où elle restera exposée jusqu'au 31 décembre 1661, date à laquelle elle est dérobée pour être enterrée en secret.
De cette révolte, le pouvoir de la noblesse sort renforcé et la démolition des institutions souletines est désormais inéluctable. Dès la fin 1661, le port d'armes à feu est par exemple interdit dans la province (bien qu'il faille attendre le début du siècle suivant pour que cette mesure soit effective).
Matalas fait partie du panthéon basque, figure mythologique d'une opposition au centralisme d'État, et de l'attachement aux symboles culturels locaux.
Jusqu'à 1966 une croix rappelait le lieu de sa mort ; elle disparut lors de la création d'un rond-point routier.
Le poète et l'auteur Etxahun Iruri lui a consacré une pastorale qui a été représentée à Esquiule en 1955.
Pour le nationalisme basque, de nos jours, il suppose la figure d'un héros qui a défendu l'identité et les intérêts des Souletins, de la Soule, et du Pays basque. Ainsi est évoqué par une chanson qui porte son nom :
| Basque | Traduction (français) |
| --- | --- |
| Dolü gabe (bis) Hiltzen niz Bizia Xiberuarendako Emaiten baitüt Agian, agian, egün batez Jeikiko dira egiazko ziberotarrak Egiazko eüskaldünak Tirano arrotzen ohiltzeko Eta gure aiten aitek ützi deikien Lürraren popülüari erremetitzeko | Sans peine (bis) Je meurs Car pour la Soule Je donne ma vie Espérons, espérons, qu'un jour Se soulèveront les vrais Souletins Les vrais Basques Pour chasser les tyrans étrangers Et pour remettre au peuple La terre laissée par nos ancêtres |